# Ліси помірної зони

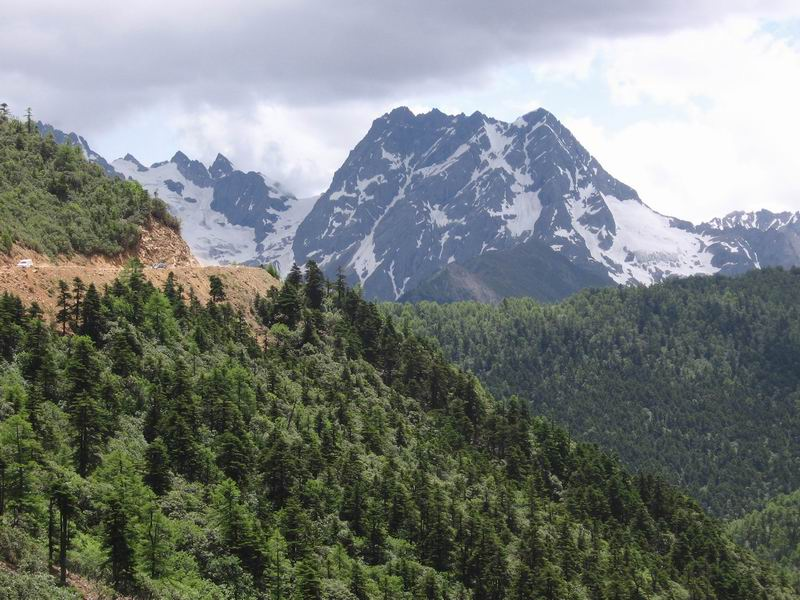
Мішаний гірський ліс помірної зони у горах Юньнаню, Китай

Ліси помірної зони — це лісові біоми, що знаходяться між тропічним і бореальним регіонами, розташовані у помірному кліматичному поясі. Це другий за величиною біом планети, який охоплює 25 % світової лісової площі. Більші лише бореальні ліси, які займають близько 33 %. Ліси помірної зони вкривають обидві півкулі на широтах від 25 до 50 градусів, огортаючи планету поясом, подібним до бореальних лісів. Завдяки великим розмірам, що охоплюють кілька континентів, існує кілька основних типів: широколистяні, хвойні, широколистяні та мішані ліси та дощові ліси.

## Клімат
Клімат лісів помірної зони сильно варіює залежно від місця розташування лісів. Наприклад, Лос-Анджелес (США) і Ванкувер (Канада) обидва вважаються розташованими в помірному поясі, однак Ванкувер лежить у помірному тропічному лісі, тоді як Лос-Анджелес є більш субтропічним. У помірних лісах зазвичай буває зима з температурами нижче нуля, проте навіть це не всюди так. Ліси Східного узбережжя США зберігають свою листяну природу здебільшого через справді морозні дні щозими, оскільки листя майже щороку змерзає і тому його життєвий цикл становить один сезон. У більш м'яких районах, таких як південне узбережжя Британської Колумбії, де середні мінімальні показники зими вище нуля, часто трапляються вічнозелені дощові ліси.

## Типи помірних лісів

### Листяні
Вони зустрічаються в Європі, Східній Азії, Північній Америці та в деяких районах Південної Америки. Листяні ліси складаються в основному з широколистяних дерев, таких як клен та дуб, які скидають все своє листя протягом одного сезону. Зазвичай вони зустрічаються в трьох регіонах середньої широти з помірним кліматом, що характеризуються зимовим сезоном та цілорічними опадами: східна Північна Америка, західна Євразія та північно-східна Азія.

### Хвойні
Хвойні ліси складаються зі шпилькових вічнозелених дерев, таких як сосна або ялина. Вічнозелені ліси зазвичай зустрічаються в регіонах з помірним кліматом. Проте бореальні ліси є винятком, оскільки вони зустрічаються в субарктичних регіонах. Хвойні дерева часто мають перевагу над широколистяними в суворих умовах. Їх листя, як правило, витриваліше та довше живе, але для зростання потребує більше енергії.

### Широколистяні та мішані
Як випливає з назви, хвойні та широколистяні дерева ростуть на одній території. Основними деревами, що знаходяться в цих лісах, є гігантська секвоя, дуб, ясен, клен, береза, бук, тополя, в'яз та сосна. Твердолистяні вічнозелені дерева, широко розповсюджені в середземноморському регіоні, — це маслина, корковий дуб та кам'яна сосна.

### Дощові ліси
Помірні дощові ліси є найвологішими з усіх типів, і вони є лише у дуже вологих прибережних районах. Дерева тут — усі вічнозелені рослини, і в лісі, як правило, густий моховий покрив і розвинений підлісок. Цей тип лісу став доволі рідкісним через те, що більшість помірних дощових лісів за межами заповідних територій були вирубані й більше не існують. В даний час повні помірні дощові ліси можна знайти лише в окремих районах північно-західного регіону Тихого океану та частинах Чилі й Нової Зеландії. Невеликі деревостани можна знайти у Великій Британії та на півдні Австралії.

## Вплив людської діяльності
Ліси помірної зони зростають у середніх широтах, де проживає більша частина населення планети. Ці ліси не тільки вирубували для будівництва міст (таких як Нью-Йорк і Сіетл), вони також були «вирубані в давнину, щоб дати місце сільському господарству». Цей біом зазнав впливу гірництва, лісозаготівель, полювання, знеліснення, шкідливих викидів та втрати середовища існування.
Далі йде пряма цитата з книги «Земля має значення» Девіда де Ротшильда: «Листяні ліси в більшій мірі зазнають впливу людської діяльності, ніж будь-який інший біом, оскільки вони ростуть у районах родючого ґрунту та відносно помірного клімату, які є найбільш популярними для проживання людей. Величезні площі, особливо в Китаї та Європі, були давно вирубані, щоб звільнити місце для ріллі. Більшість існуючих листяних лісів відновлюються („вторинні ліси“), і від оригінальних пралісів залишаються лише крихітні фрагменти».